# Khangarh
Khangarh – miasto w Pakistanie, w prowincji Pendżab. W 2017 roku liczyło 30 390 mieszkańców.